# Schizostachyum silicatum
Schizostachyum silicatum är en gräsart som beskrevs av Elizabeth A. Widjaja. Schizostachyum silicatum ingår i släktet Schizostachyum och familjen gräs. Inga underarter finns listade i Catalogue of Life.